# Acanthodactylus grandis
Acanthodactylus grandis este o specie de șopârle din genul Acanthodactylus, familia Lacertidae, ordinul Squamata, descrisă de Boulenger 1909. A fost clasificată de IUCN ca specie pe cale de dispariție (stare critică). Conform Catalogue of Life specia Acanthodactylus grandis nu are subspecii cunoscute.